# Lupin III: Farewell to Nostradamus
Rupan sansei: Kutabare! Nosutoradamusu (яп. ルパン三世 くたばれ!ノストラダムス рупансансэй кутабарэ носуторадамусу) — полнометражный аниме-фильм 1995 года режиссёра Сюня Ито и Такэси Сирато, производства студии Tokyo Movie Shinsha. Четвёртый фильм в франшизе Lupin III. Этот мультфильм стал первым во франшизе в которой Люпена III озвучивал Канити Курита.

## Сюжет
Люпен III и Дайсукэ Дзигэн крадут бриллиант и прячут его в куклу. Хотя инспектор Дзэнигата пытается поймать двоих, он терпит неудачу, и они убегают на самолёте. Находясь в самолёте, маленькая девочка по имени Джулия, которая ворует куклу у Люпена. Он преследует её, и она ведёт его к шахте Фудзико, которая сопровождает её. Люпен пытается заключить сделку с ним, пытаясь вернуть куклу, но их разговор прерывается, когда самолёт угнан.
Угонщики сажают самолёт в близлежащем аэропорту и требуют транспорт и выкуп в размере миллиона долларов в обмен на женщин и детей, а также сборную Бразилии по футболу, которая также поднялась на борт самолёта. В то время как Фудзико и Джулии разрешено сойти с самолёта, Люпен и Дзигэн должны остаться с угонщиками. Тем временем человек по имени Крис наблюдает за шумом на расстоянии и активирует бомбу, которую угонщики используют с помощью своих часов. Когда бомба начинает обратный отсчёт, угонщики становятся испуганными, и Люпен, Дзигэн и остальные пассажиры используют эту возможность, чтобы дать отпор и сбежать из самолёта.
Во время волнения прибывает Дзэнигата и делает ещё одну попытку арестовать Люпена и Дзигэна, но он отвлекается, когда пытается обезвредить бомбу. Когда Люпен и Дзигэн сбегают, Крис и его приспешники похищают Джулию (все ещё держащую куклу) на вертолёте. Затем Фудзико объясняет Люпену и Дзигэну, что Джулия является дочерью Дугласа, кандидата в президенты Соединённых Штатов, и стоит 50 000 000 долларов. Между тем, человек по имени Рисли, глава культа, известного как секта Нострадамуса, говорит с толпой последователей. Он утверждает, что имеет книгу, заполненную потерянными пророчествами Нострадамуса, и рассказывает один из стихов, которые предсказывали угон самолёта.
На самом деле его книга — подделка. Оригинал находится в сейфе на верхнем этаже Earth Building, которое принадлежит Дугласу. Фудзико рассказывает, что взяла на себя заботу о Джулии, чтобы прорваться в сейф и украсть утраченные пророчества Нострадамуса. Трое отправляются в Earth Building, и Фудзико встречается с Дугласом и его женой Мэри, чтобы сказать им, что Джулия была похищена, в то время как Люпен и Дзигэн пытаются прорваться в хранилище. Во время всего этого Крис появляется на телевидении и требует, чтобы Дуглас выбыл из президентской гонки в обмен на Джулию. Он отказывается, заявляя, что похищение приведёт к сочувствию его кампании.
Тем временем Люпен и Дзигэн не открывают хранилище, а Крис похищает Фудзико. Проезжая по городу в поисках Фудзико, Люпен и Дзиген сталкиваются с Гоэмоном Исикавой XIII и убеждают его присоединиться к ним. Гоэмон соглашается, потому что он также ищет потерянные пророчества. Затем Люпен планирует арестовать и отправить на остров казни, в тюрьму, где содержится дядя Филиппа Люпена. Он делает это, потому что Филипп был единственным человеком, которому удалось проникнуть в хранилище. Во время пребывания Люпена Крис и секта Нострадамуса берут дядю Филиппа и используют машину, чтобы проникнуть в его мозг и извлечь информацию о том, как попасть в хранилище. Однако во время процесса Филипп умирает. Люпен берёт тело Филипса и обнаруживает, что один из его глаз — подделка. Он вынимает это и хранит как нечто, чтобы запомнить его.
После неудачи Дзигэн и Гоэмон прибыли на вертолёте и пытаются помочь Люпену сбежать, но Крис выстрелил его в руку и падает в океан. На следующий день он просыпается на острове и его поправляет мальчик по имени Серхио и его бабушка. На острове он обнаруживает, что Фудзико тоже там, но бабушка Серхио говорит, что она действительно служанка секты Нострадамуса по имени Таня. Люпен следует за ней к собору, где расположена секта. Когда он пробирается внутрь, он узнаёт, что Джулию держат там в плену, а Фудзико потеряла память. Прежде чем он сможет узнать что-либо ещё, секта обнаруживает Люпена, и они бросают их в камеру.

## В ролях
- Канити Курита — Арсен Люпен III
- Эйко Масуяма — Фудзико Минэ
- Юми Адаси — Джулия Дуглас
- Киёси Кобаяси — Дайсукэ Дзигэн
- Макио Иноуэ — Гоэмон Исикава XIII
- Горо Ная — Инспектор Дзэнигата
- Акио Оцука — Крис
- Осаму Сака — Дуглас
- Фуми Дан — Мэри Дуглас
- Хосэй Комацу — Ришли
- Дзоудзи Янами — Дядюшка Филип
- Такаки Хиоси — Серджио

## Музыка
Закрывающая композиция:
1. «Ai no Tsuzuki (Continuance of Love)», исполненный Иори Сокагами